# SPT-S J034640-5204.9

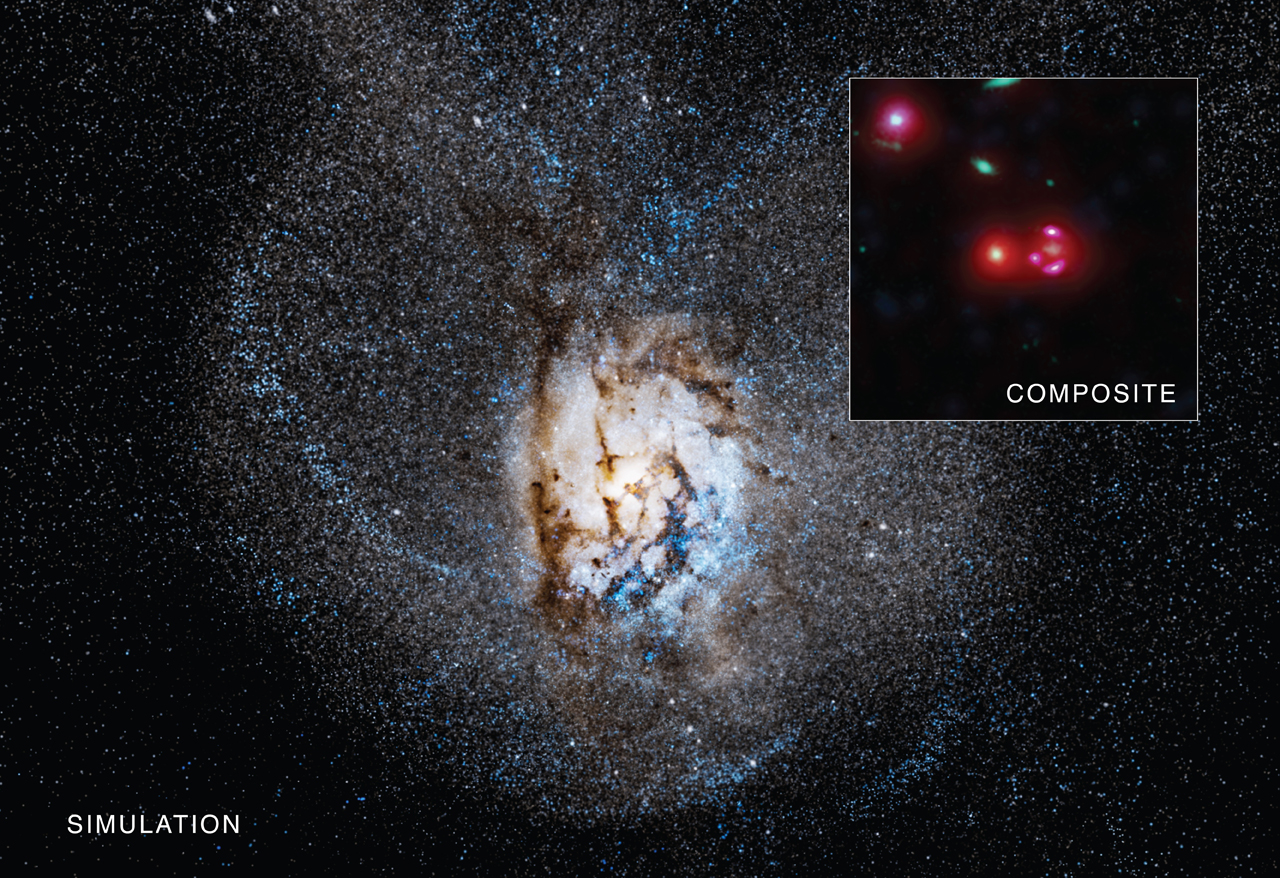
Simulazione dell'innesco dello starburst a seguito della fusione di due galassie; nel particolare l'immagine composita di SPT-S J034640-5204.9

SPT-S J034640-5204.9 è una galassia remota situata in direzione della costellazione dell'Orologio con un redshift di z = 5,6559 che corrisponde ad una distanza percorsa dalla luce (light travel time) di 12,705 miliardi di anni luce (distanza comovente di 26,979 miliardi di anni luce). Ciò significa che è stata osservata quando l'Universo aveva un'età di poco superiore al miliardo di anni dal Big Bang.
SPT-S J034640-5204.9 è stata scoperta nel 2010 da un team di astronomi guidato da Jaoquin Vieira dell'Università dell'Illinois (Urbana-Champaign) con l'utilizzo del South Pole Telescope grazie al fenomeno di lente gravitazionale per l'interposizione di una galassia a noi più vicina.
Successive osservazioni sono state condotte con l'utilizzo dei telescopi spaziali Hubble, Chandra, Spizter e Herschel. A terra sono stati utilizzati il Very Large Telescope e l'Atacama Large Millimeter/submillimeter Array.
A seguito dello studio della galassia nelle varie lunghezze d'onda dello spettro è stata rilevata una emissione estremamente intensa nella banda dell'infrarosso, mentre non sono state riscontrate emissioni di raggi X e onde radio, la cui assenza ha permesso di escludere che la radiazione infrarossa sia da collegare alla presenza di un buco nero supermassiccio in fase di rapido accrescimento. Come spiegazione alternativa è stata invocata la presenza di una intensa attività di formazione stellare (starburst) con un tasso estremamente elevato, pari a 4.500 masse solari all'anno (la nostra Via Lattea attualmente forma solo una massa solare all'anno). Questa attività è così elevata che gli studiosi hanno coniato il termine di galassia iper-starburst e si ipotizza possa essere stata innescata dallo scontro e fusione con un'altra galassia.